# Liste der Biografien/Sieb
Liste der Biografien |
Portal Biografien |
Personensuche
# |
A |
B |
C |
D |
E |
F |
G |
H |
I |
J |
K |
L |
M |
N |
O |
P |
Q |
R |
S |
T |
U |
V |
W |
X |
Y |
Z |
?
 
Sa |
Sb |
Sc |
Sd |
Se |
Sf |
Sg |
Sh |
Si |
Sj |
Sk |
Sl |
Sm |
Sn |
So |
Sp |
Sq |
Sr |
Ss |
St |
Su |
Sv |
Sw |
Sy |
Sz
 
Sia |
Sib |
Sic |
Sid |
Sie |
Sif |
Sig |
Sih |
Sii |
Sij |
Sik |
Sil |
Sim |
Sin |
Sio |
Sip |
Siq |
Sir |
Sis |
Sit |
Siu |
Siv |
Siw |
Six |
Siy |
Siz
 
Sieb |
Siec |
Sied |
Sief |
Sieg |
Sieh |
Siek |
Siel |
Siem |
Sien |
Siep |
Sier |
Sies |
Siet |
Sieu |
Siev |
Siew |
Siey
Die Liste der Biografien führt alle Personen auf, die in der deutschsprachigen Wikipedia einen Artikel haben. Dieses ist eine Teilliste mit 386 Einträgen von Personen, deren Namen mit den Buchstaben „Sieb“ beginnt.

## Sieb
- Sieb, Anton (1799–1865), deutscher Jurist und Politiker
- Sieb, Armindo (* 2003), deutscher Fußballspieler

### Sieba
- Siebach, Konrad (1912–1995), deutscher Kontrabassist und Kontrabass-Lehrer
- Siebach, Renate (* 1952), deutsche Sprinterin
- Siebald, Manfred (* 1948), deutscher Liedermacher Neuer Geistlicher Lieder
- Siebald, Maximilian (* 1993), deutscher Fußballspieler
- Siebart, Olaf (* 1962), deutscher Fußballspieler
- Siebarth, Werner (1907–1976), deutscher Historiker
- Siebatcheu, Jordan (* 1996), amerikanisch-französischer FußballspielerJordan Siebatcheu (* 1996)

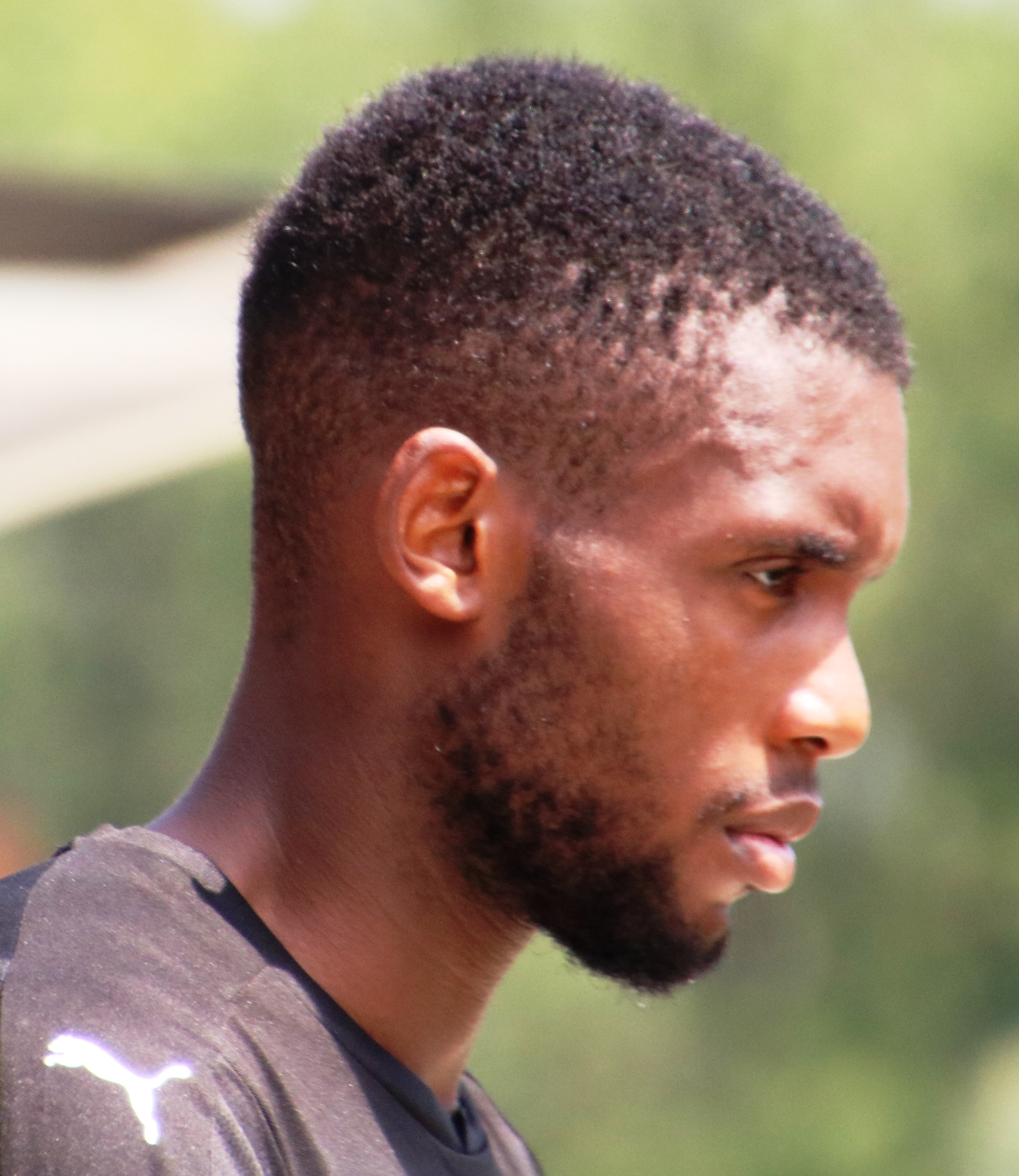
Jordan Siebatcheu (* 1996)

### Siebd
- Siebdrat, Karl Wilhelm (1770–1834), deutscher Klassischer Philologe und Gymnasialrektor
- Siebdrath, Marvin (* 2003), deutscher Motorradrennfahrer

### Siebe
- Siebe, Augustus (1788–1872), britischer Unternehmer deutscher Herkunft
- Siebe, Christoph (1849–1912), deutscher Bildhauer und Maler
- Siebe, Franz (1898–1970), deutscher Politiker (CDU), MdL
- Siebe, Hans (1919–2001), deutscher Schriftsteller
- Siebe, Josephine (1870–1941), deutsche Redakteurin und Kinderbuchautorin
- Siebe, Wilfried (* 1946), deutscher Ökonom

#### Siebec
- Siebeck, Alexander (* 1993), deutscher Fußballspieler
- Siebeck, Frank (* 1949), deutscher Leichtathlet und Olympiateilnehmer
- Siebeck, Gustav (1815–1851), deutscher Komponist, Organist, Kantor und Lehrer
- Siebeck, Hans Georg (1911–1990), deutscher Verleger
- Siebeck, Hermann (1816–1877), deutscher Buchhändler und Verleger
- Siebeck, Hermann (1842–1920), deutscher Philosophieprofessor
- Siebeck, Mark (* 1975), deutscher Volleyball-Nationalspieler
- Siebeck, Oliver (* 1961), deutscher Synchronsprecher
- Siebeck, Oskar (1880–1936), deutscher Verleger
- Siebeck, Paul (1855–1920), deutscher Verleger
- Siebeck, Richard (1883–1965), deutscher Internist und Hochschullehrer
- Siebeck, Rudolph (1812–1878), deutsch-österreichischer Gartenarchitekt und Gartentheoretiker
- Siebeck, Wolfram (1928–2016), deutscher Journalist, Buchautor und GastronomiekritikerWolfram Siebeck (1928–2016)

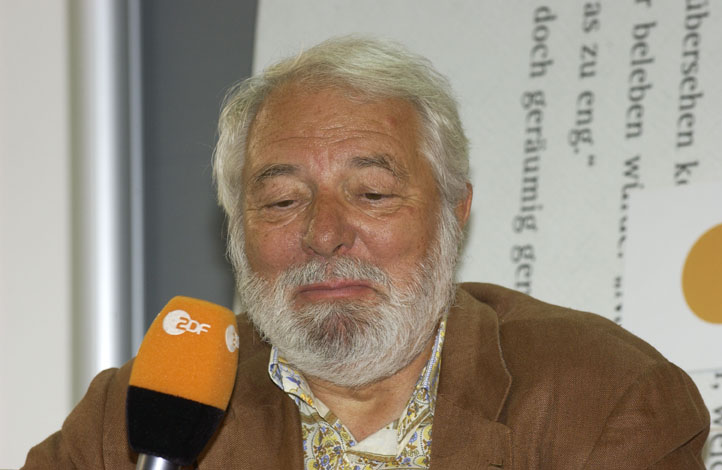
Wolfram Siebeck (1928–2016)

- Siebecke, Eugen (1891–1959), deutscher Kommunalpolitiker, Oberbürgermeister von Marburg
- Siebecke, Horst (1921–2005), deutscher Fernsehreporter und Schriftsteller
- Siebecke, Juliane (* 2003), deutsche Schauspielerin

#### Siebei
- Siebein, Justus (1750–1812), bayerischer Generalmajor, Ritter des Militär-Max-Joseph-Ordens

#### Siebek
- Siebeke, Friedrich-Wilhelm (1922–2013), deutscher Rechtsanwalt
- Siebeke, Ingrid (1924–2018), deutsche Kommunalpolitikerin (CDU), Bürgermeisterin von Mettmann

#### Siebel
- Siebel, Abraham (1707–1777), Bürgermeister in Elberfeld
- Siebel, Anton (1670–1721), Bürgermeister in Elberfeld
- Siebel, Carl (1836–1868), deutscher Dichter und Kaufmann
- Siebel, Christin (* 1985), deutsche Politikerin (SPD), MdL NRW
- Siebel, Erich (1891–1961), deutscher Werkstofftechniker und Materialprüfer
- Siebel, Friedrich (1891–1954), deutscher Pilot und Flugzeugfabrikant
- Siebel, Gerhard (1784–1831), deutscher Kaufmann, Munizipalrat, Diplomat und Publizist
- Siebel, Jennifer (* 1974), US-amerikanische Schauspielerin und ProduzentinJennifer Siebel (* 1974)

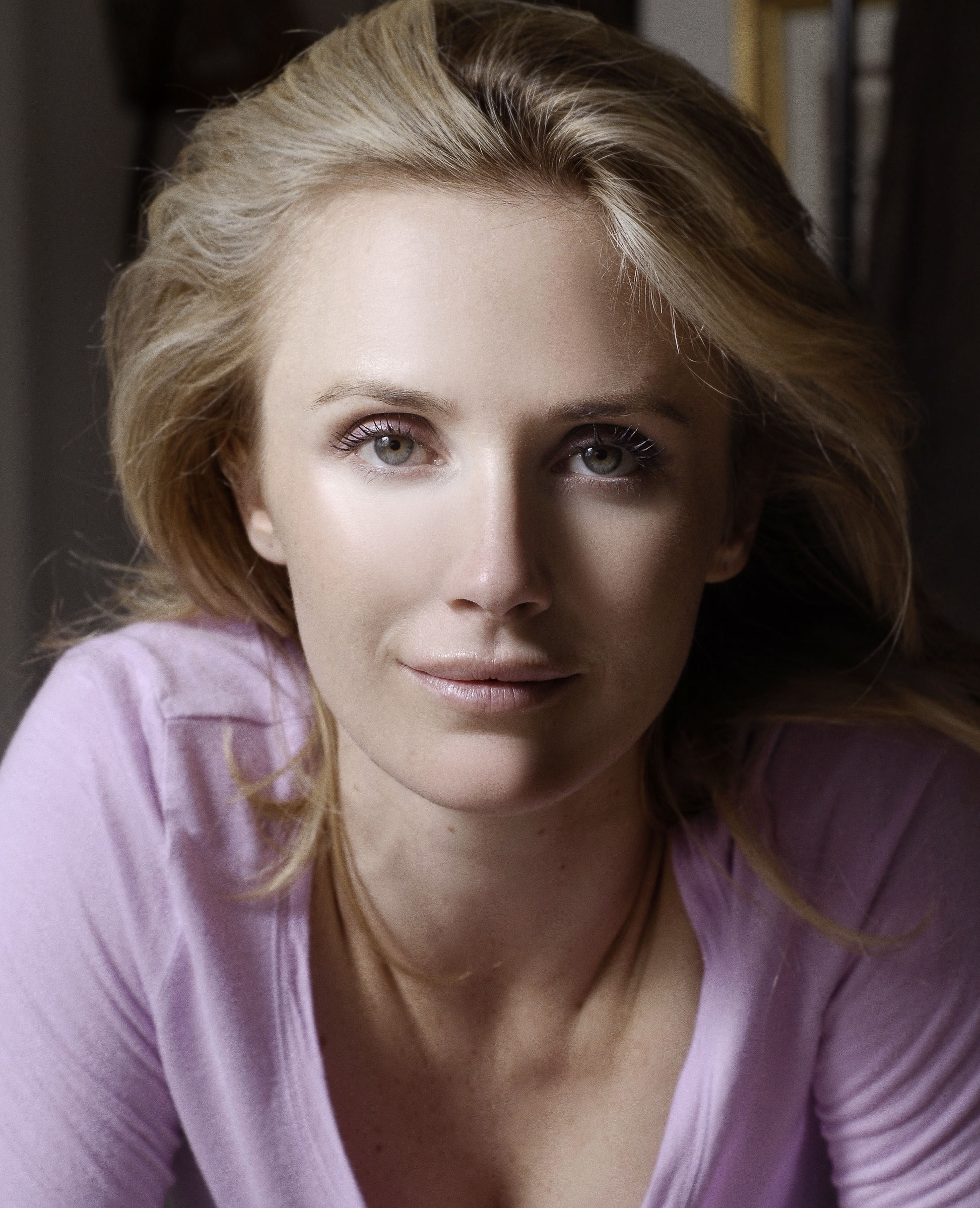
Jennifer Siebel (* 1974)

- Siebel, Johann Jakob († 1771), deutscher Politiker und Bürgermeister in Elberfeld
- Siebel, Johann Rüttger (1736–1808), Bürgermeister von Elberfeld
- Siebel, Johann Wilhelm (1709–1776), Bürgermeister in Elberfeld
- Siebel, Johann Wilhelm (1743–1792), Bürgermeister von Elberfeld
- Siebel, Lisa (* 1919), deutsche Schauspielerin und Conférencière
- Siebel, Mark (* 1964), deutscher Philosoph und Hochschullehrer
- Siebel, Michael (* 1951), deutscher Bildhauer
- Siebel, Michael (* 1957), deutscher Politiker (SPD), MdL
- Siebel, Natalie (* 1970), deutsche Windsurferin
- Siebel, Theodor (1897–1975), deutscher Unternehmer und Politiker (CDU), MdB
- Siebel, Thomas (* 1952), US-amerikanischer Industrieller, MilliardärThomas Siebel (* 1952)

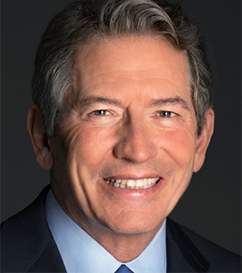
Thomas Siebel (* 1952)

- Siebel, Walter (* 1938), deutscher Soziologe und Hochschullehrer
- Siebel, Wigand (1929–2014), deutscher Soziologe
- Siebelhoff, Hermann (* 1912), deutscher Radrennfahrer
- Siebelink, Jan (* 1938), niederländischer Schriftsteller
- Siebelis, Karl Gottfried (1769–1843), deutscher klassischer Philologe und Pädagoge
- Siebelist, Albert (1885–1947), deutscher Widerstandskämpfer gegen den Nationalsozialismus
- Siebelist, Arthur (1870–1945), deutscher Maler
- Siebelist, Walter (1904–1978), deutscher Maler, Grafiker und Bauplastiker
- Siebelitz, Jasmin, deutsche Judoka und Special Olympics Goldmedaillengewinnerin
- Siebels, Jimi (* 1971), deutscher Musiker und DJ
- Siebels, Wiard (* 1978), deutscher Politiker (SPD), MdLWiard Siebels (* 1978)

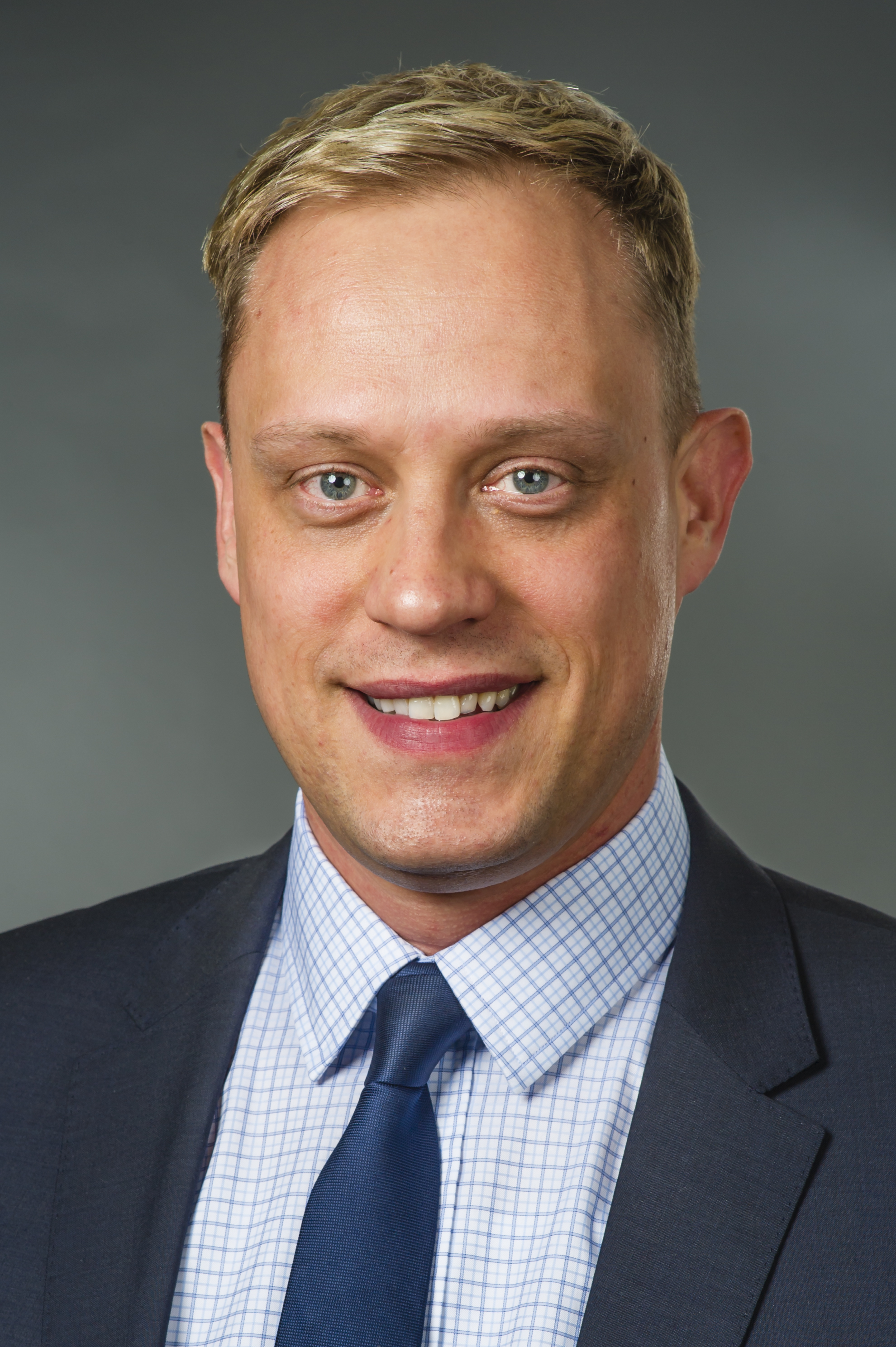
Wiard Siebels (* 1978)

#### Sieben
- Sieben (* 1967), britischer Violinist und Sänger
- Sieben, Barbara (* 1966), deutsche Politologin und Professorin
- Sieben, Carl (1864–1927), deutscher Architekt und Hochschullehrer
- Sieben, Christoph (* 1981), deutscher Basketballspieler
- Sieben, Gottfried (1856–1918), österreichischer Maler, Schriftsteller und Illustrator
- Sieben, Günter (1933–2018), deutscher Ökonom und emeritierter Hochschullehrer (Universität zu Köln)
- Sieben, Heinrich (1894–1954), deutscher Kommunalpolitiker und ehrenamtlicher Landrat (CDU)
- Sieben, Hermann Josef (* 1934), deutscher römisch-katholischer Theologe
- Sieben, Jonathan (* 1966), australischer Schwimmer, Olympiasieger
- Sieben, Nadine (* 1979), deutsche Sängerin, Unterhaltungskünstlerin und Komponistin
- Sieben, Phil (* 1999), deutscher Fußballspieler
- Sieben, Walter (* 1936), deutscher Komponist, Sänger und Bandleader
- Sieben, Wilhelm (1881–1971), deutscher Violinist und Dirigent
- Siebenberg, Bob (* 1949), US-amerikanischer Musiker
- Siebenbrock, Werner Franz (1937–2019), deutscher Geistlicher, römisch-katholischer Bischof von Governador Valadares
- Siebenbrodt, Magdalene (1920–2007), deutsche Sprachwissenschaftlerin und Germanistin
- Siebenbrodt, Michael (* 1951), deutscher Architekt, Architekturhistoriker und Museumsleiter
- Siebenbrunner, Martin (* 1968), österreichischer Fotograf
- Siebenbürger, Elsbeth (1914–2007), deutsche Bildhauerin
- Siebenbürger, Martin (1475–1522), Wiener Bürgermeister
- Siebenbürger, Otto (1849–1936), deutscher Rittergutsbesitzer und Politiker, MdR
- Siebeneicher, Heinz (1935–2010), deutscher Radio- und Fernsehmoderator
- Siebeneicher, Valentin von (1783–1861), österreichischer Generalmajor
- Siebenfreund, Johann Jacob (1652–1720), deutscher Verwalter der Reichsritterschaft Wildenstein, später Vogt, Richter und Verwalter in Heinersreuth
- Siebenhaar, Anton (1923–2000), deutscher Ruderer
- Siebenhaar, Beat (* 1962), Schweizer Linguist und Dialektologe
- Siebenhaar, Hans-Peter (* 1962), deutscher Journalist und Buchautor
- Siebenhaar, Heinrich (1883–1946), deutscher Kunstturner
- Siebenhaar, Klaus (* 1952), deutscher Literaturwissenschaftler und Hochschullehrer, Verleger und Kulturmanager
- Siebenhaar, Kurt (1928–2009), deutscher Basketballtrainer und -spieler
- Siebenhaar, Malachias (1616–1685), deutscher Komponist
- Siebenhaar, Michael Adolf (1691–1751), deutscher Maler und Zeichner
- Siebenhaar-Schmidweber, Alexander (1927–2022), Schweizer Ruderer
- Siebenhandl, Jörg (* 1990), österreichischer Fußballtorwart
- Siebenhandl, Udo (* 1987), österreichischer Fußballtorwart
- Siebenhärl, Alexander (1919–2008), deutscher römisch-katholischer Priester, Geistlicher Rat, Pfarrer der Pfarrei St. Magdalena Ottobrunn und Dekan des Dekanates Ottobrunn
- Siebenherz, Christian (* 1981), norwegischer Filmeditor
- Siebenherz, Eva (* 1959), deutsche Autorin von Kinderliteratur, Autobiografin
- Siebenhirter, Benedikt († 1458), Abt von Ossiach, Weihbischof in Passau
- Siebenhofer, Ramona (* 1991), österreichische SkirennläuferinRamona Siebenhofer (* 1991)

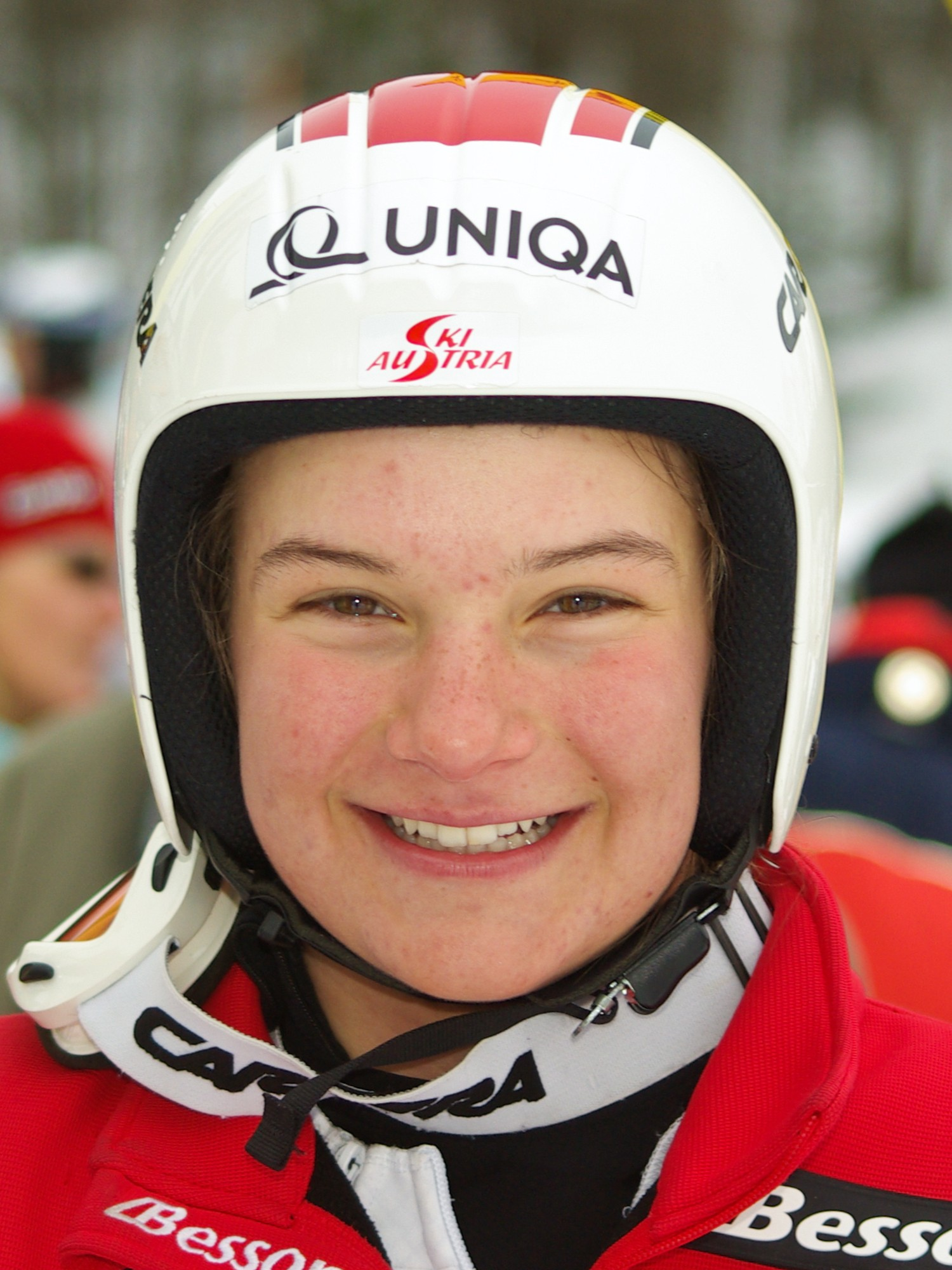
Ramona Siebenhofer (* 1991)

- Siebenhüner, Bernd (* 1969), deutscher Volkswirt und Politologe
- Siebenhüner, Herbert (1908–1996), deutscher Kunsthistoriker
- Siebenhüner, Kim (* 1971), deutsche Historikerin
- Siebenhüter, Albert (1913–1995), deutscher Ordensgeistlicher, Abt des Stiftes Lambach
- Siebenkäs, Johann (1714–1781), deutscher Organist und Komponist
- Siebenkees, Johann Christian (1753–1841), deutscher Rechtswissenschaftler
- Siebenkees, Johann Philipp (1759–1796), deutscher Philologe
- Siebenkittel, Brigitte (* 1942), deutsche Chorleiterin, Dirigentin und Stimmbildnerin
- Siebenkotten, Lukas (* 1957), deutscher Politiker (SPD) und VerbandsfunktionärLukas Siebenkotten (* 1957)

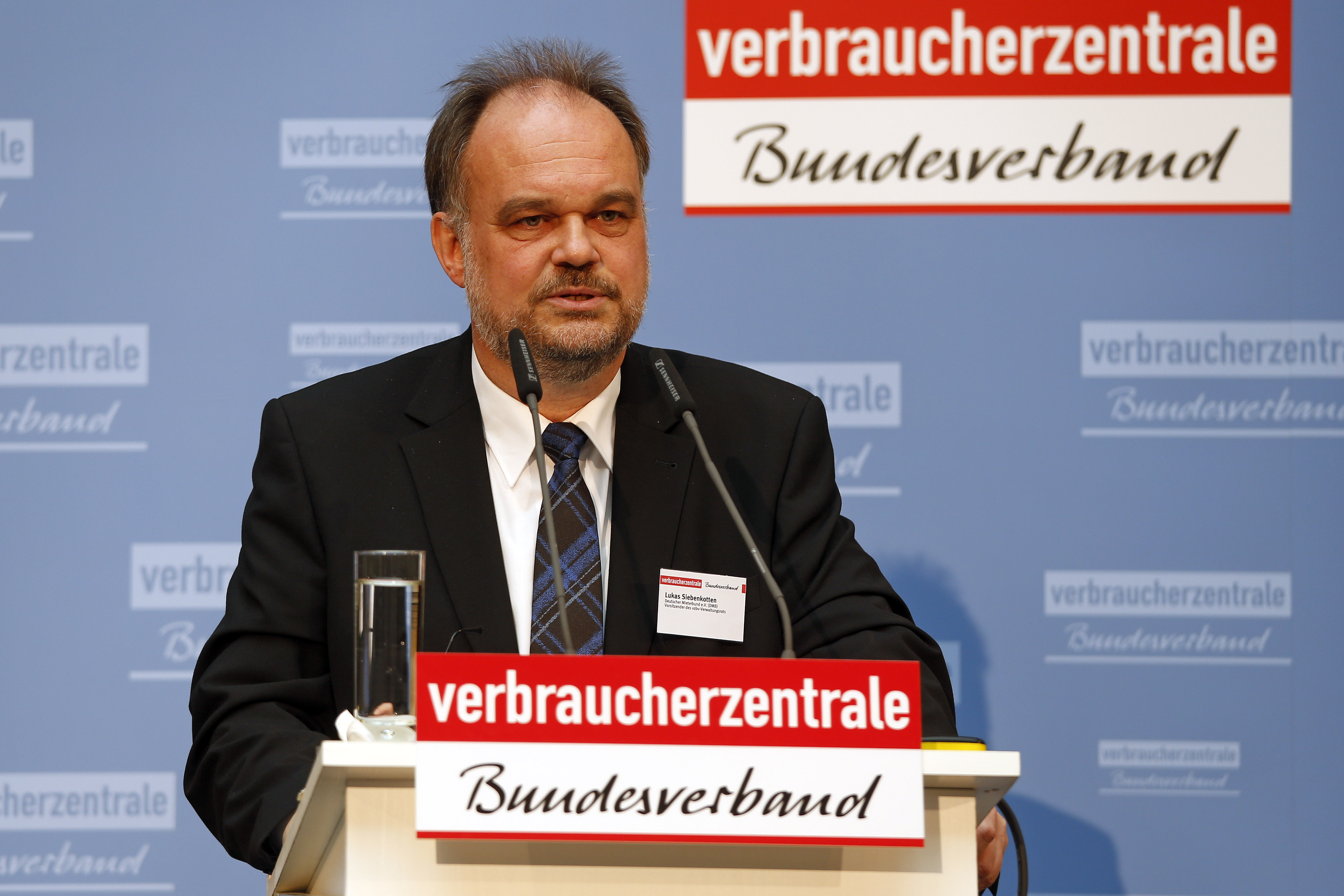
Lukas Siebenkotten (* 1957)

- Siebenlist, Josef (1847–1916), österreichischer Journalist
- Siebenmann, Friedrich (1852–1928), Schweizer Arzt, Otorhinolaryngologe, Klinikleiter, Hochschullehrer und Autor
- Siebenmann, Laurent (* 1939), französischer Mathematiker
- Siebenmann, Manuel (* 1959), deutsch-schweizerischer Film- und Fernsehregisseur, Autor und Dramaturg
- Siebenmann, Rudolf (1922–2018), Schweizer Titularprofessor für allgemeine und spezielle pathologische Anatomie
- Siebenmorgen, Albert (1894–1978), deutscher Fotograf, Maler, Heimatforscher und Lehrer
- Siebenmorgen, Harald (1949–2020), deutscher Kunsthistoriker und Museumsdirektor
- Siebenmorgen, Peter (* 1961), deutscher Politikwissenschaftler und Journalist
- Siebenpfeiffer, Elif (* 1987), deutsche Illustratorin
- Siebenpfeiffer, Hania (* 1970), deutsche Germanistin
- Siebenpfeiffer, Philipp Jakob (1789–1845), deutscher Verwaltungsjurist, Hochschullehrer, Journalist und Publizist
- Siebenrock, Ben (1951–2018), deutscher Bildhauer
- Siebenrock, Charlotte (* 1962), deutsche Autorin, Regisseurin und CasterinCharlotte Siebenrock (* 1962)

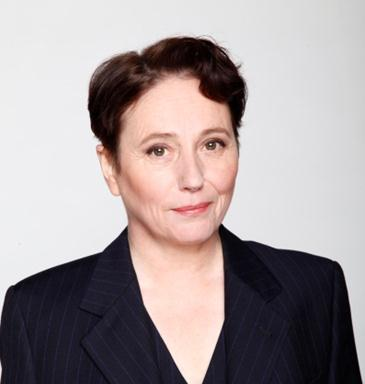
Charlotte Siebenrock (* 1962)

- Siebenrock, Friedrich (1853–1925), österreichischer Zoologe
- Siebenrock, Roman (* 1957), deutscher römisch-katholischer Theologe
- Siebenrok, Christa (1926–1987), deutsche Objektkünstlerin
- Siebenschön, Leona (1933–2001), deutsche Journalistin und Schriftstellerin
- Siebenschuh, Erich (* 1936), deutscher Opernsänger
- Siebenschuh, Joachim (* 1941), deutscher Schauspieler, Synchronsprecher und Hörspielsprecher
- Siebenthal, Erich von (* 1958), Schweizer Politiker (SVP)
- Siebenthal, Heinrich von (* 1945), Schweizer Altphilologe und Autor
- Siebenthal, Isabelle von (* 1957), Schweizer Schauspielerin und Tänzerin
- Siebenthal, Nathalie von (* 1993), Schweizer Skilangläuferin
- Siebenthal, Walter von (1899–1958), Schweizer Eishockeyspieler

#### Sieber
- Sieber, Adolf (* 1889), deutscher Kapitän zur See der Kriegsmarine
- Sieber, Adrian (* 1972), Schweizer Popmusiker
- Sieber, Adrian (* 1975), deutscher Komponist und Musiker
- Sieber, Al (1843–1907), deutscher Auswanderer, Soldat im Amerikanischen BürgerkriegAl Sieber (1843–1907)

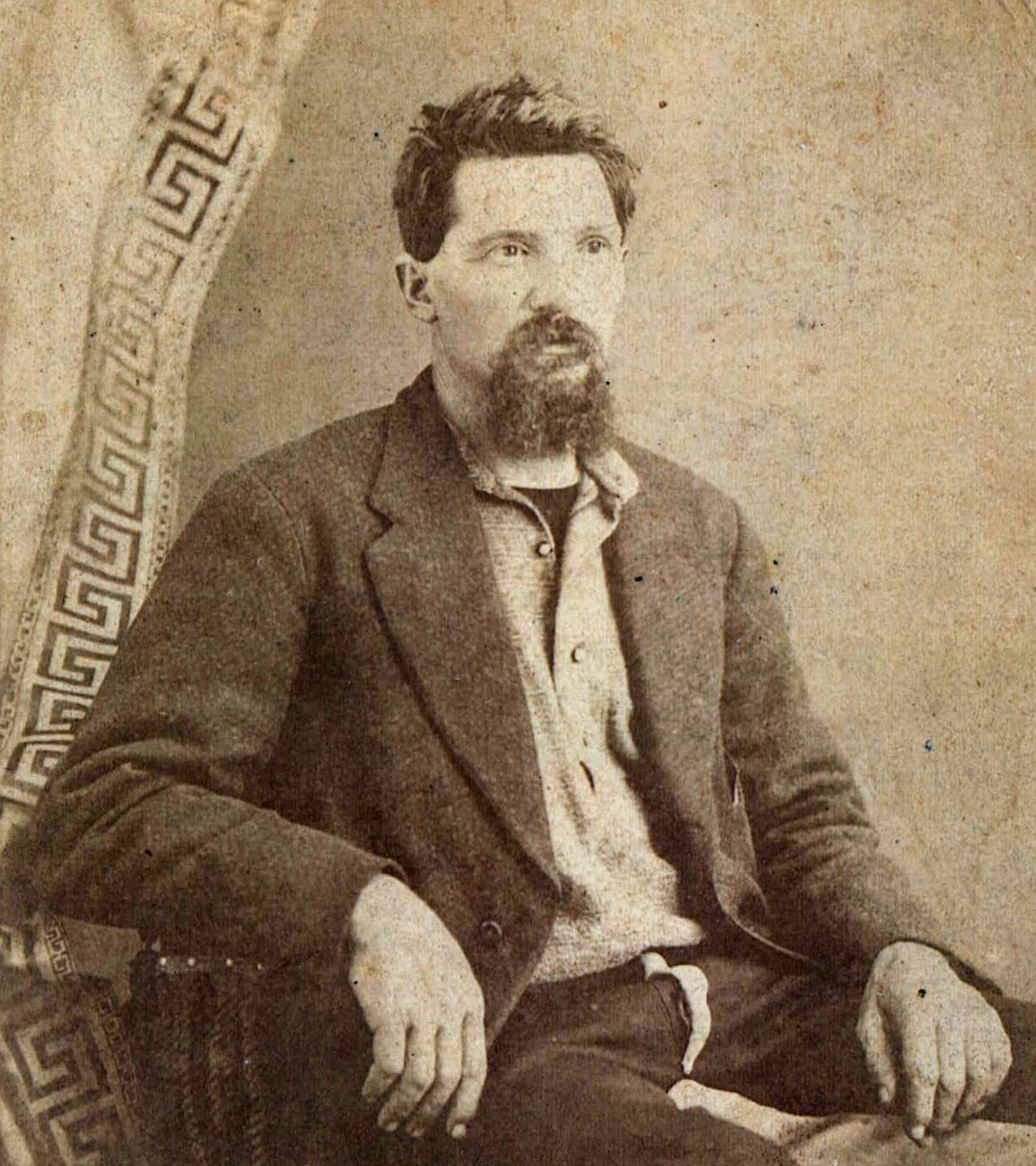
Al Sieber (1843–1907)

- Sieber, Alfred (* 1896), deutscher Jurist, Amtshauptmann und Landrat
- Sieber, Andreas (1518–1594), deutscher Politiker, Bürgermeister von Leipzig
- Sieber, Bernhard (* 1990), österreichischer Ruderer
- Sieber, Björn (1989–2012), österreichischer Skirennläufer
- Sieber, Carl, deutscher Rittergutsbesitzer und Parlamentarier
- Sieber, Christoph (* 1970), deutscher Kabarettist
- Sieber, Christoph (* 1971), österreichischer Windsurfer
- Sieber, David (* 1962), Schweizer Journalist
- Sieber, Ernst (1916–1994), deutscher Widerstandskämpfer der Roten Kapelle
- Sieber, Ernst (1920–2012), deutscher Fußballspieler
- Sieber, Ernst (1927–2018), Schweizer evangelisch-reformierter Pfarrer, Nationalrat, Autor und Gründer von Sozialwerken
- Sieber, Eugen H. (1901–1982), deutscher Ökonom, Professor für Betriebswirtschaftslehre
- Sieber, Fiona (* 2000), deutsche Schachspielerin
- Sieber, Franz Wilhelm (1789–1844), böhmischer Botaniker und Pflanzensammler
- Sieber, Friedrich (1893–1973), deutscher Pädagoge und Volkskundler
- Sieber, Friedrich (1925–2002), deutscher Maler
- Sieber, Georg (* 1935), deutscher Psychologe und Organisationsberater
- Sieber, Gottfried (* 1940), deutscher Ordensgeistlicher, Abt der Herz-Jesu-Abtei Inkamana
- Sieber, Guido (* 1963), deutscher Comicautor, Maler und Grafiker
- Sieber, Günter (1930–2006), deutscher Politiker (SED), MdV, Minister für Handel und Versorgung und Botschafter der DDR in Polen
- Sieber, Harry (* 1941), deutscher Fußballspieler
- Sieber, Heinrich (1836–1896), Seifenfabrikant, Bürgermeister von Wiesloch, badischer Landtagsabgeordneter
- Sieber, Helmut (1908–1977), deutscher Jurist und Sachbuchautor
- Sieber, Horst (1938–2025), deutscher Politiker (CDU), Oberbürgermeister von Sinsheim
- Sieber, Hugo (1911–1990), Schweizer Ökonom und Professor für Volkswirtschaftslehre
- Sieber, Ivo (* 1957), Schweizer Diplomat
- Sieber, Jakob (1845–1915), Solothurner Regierungsrat
- Sieber, Jean-Georges (1738–1822), französischer Musikverleger deutscher Herkunft
- Sieber, Joachim (* 1962), deutscher Architekt
- Sieber, Johann Caspar (1821–1878), Schweizer Pädagoge, Sozialreformer und Politiker
- Sieber, Johann David († 1723), altösterreichischer Orgelbauer
- Sieber, Johannes (* 1975), Schweizer Kulturunternehmer und Politiker
- Sieber, Jörg (* 1961), deutscher Rocksänger, Toningenieur und Komponist für Rockmusik, Filmmusik und Musik für WerbespotsJörg Sieber (* 1961)

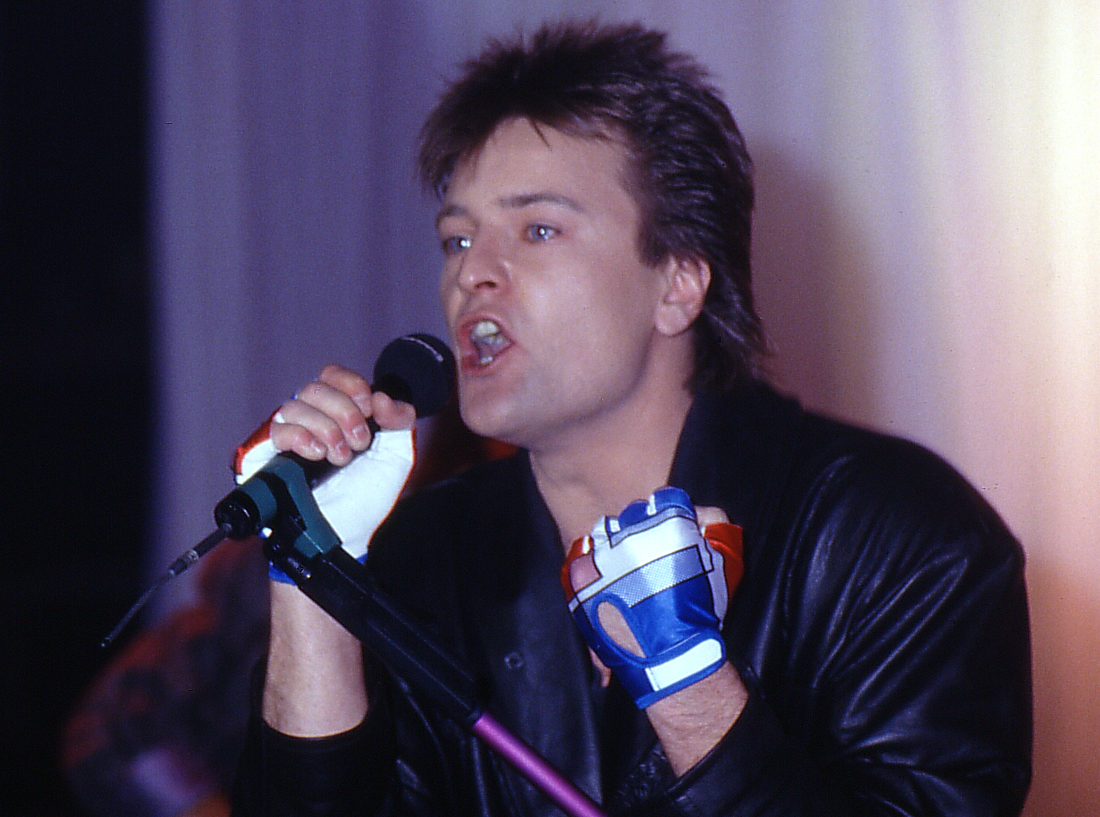
Jörg Sieber (* 1961)

- Sieber, Josef (1900–1962), deutscher Schauspieler
- Sieber, Justus (1628–1695), deutscher evangelischer Theologe, Philologe und Dichter
- Sieber, Karl Heinrich (1888–1946), deutscher Politiker (CNBLP, NSDAP), MdR
- Sieber, Kurt (* 1936), deutscher Politiker (FDP), Mitglied des Bayerischen Landtags
- Sieber, Lothar (1922–1945), deutscher Luftwaffenpilot
- Sieber, Ludwig (1833–1891), Schweizer Bibliothekar
- Sieber, Lukas (* 1994), Schweizer Eishockeyspieler
- Sieber, Manuela (* 1967), deutsche Sängerin, Musikerin und Schauspielerin
- Sieber, Marc (1927–2010), Schweizer Historiker, Politiker (LDP, LPS) und Direktor der Sandoz
- Sieber, Marc (* 1988), deutscher Tennisspieler
- Sieber, Marcin (* 1996), deutscher Fußballspieler
- Sieber, Marco (* 1989), schweizerischer Astronaut der ESAMarco Sieber (* 1989)

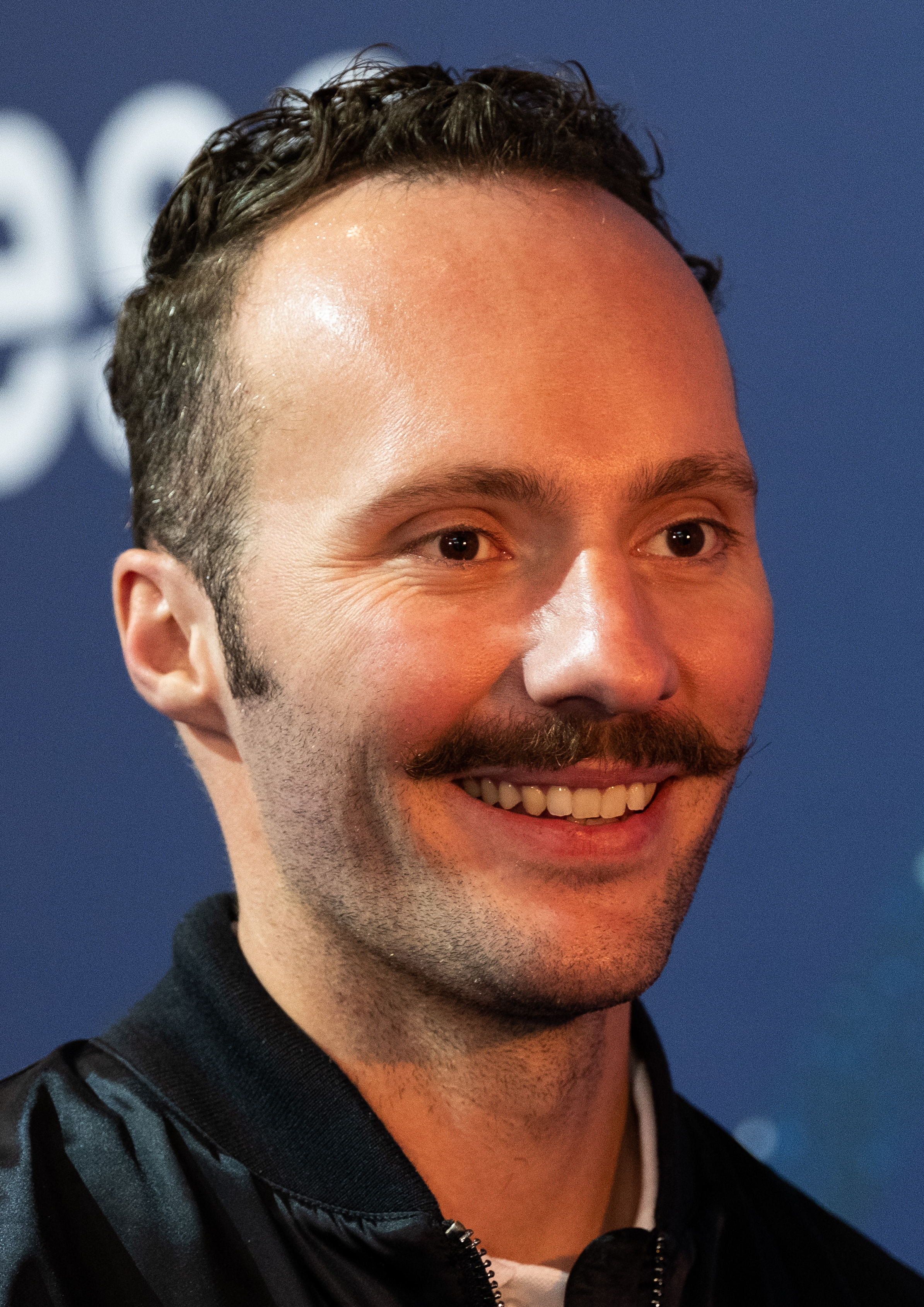
Marco Sieber (* 1989)

- Sieber, Maren (* 1973), deutsche Radiomoderatorin
- Sieber, Max (* 1943), Schweizer Regisseur und Unterhaltungsproduzent
- Sieber, Michael (* 1947), deutscher Politiker (CDU), MdL
- Sieber, Nicole (* 1999), Schweizer Unihockeyspielerin
- Sieber, Nikolai Iwanowitsch (1844–1888), russischer Wirtschaftswissenschaftler und Hochschullehrer
- Sieber, Norbert (* 1969), österreichischer Landwirt und Politiker (ÖVP), Abgeordneter zum Nationalrat
- Sieber, Oliver (* 1966), deutscher Fotograf
- Sieber, Pascal (* 1977), Schweizer Curler
- Sieber, Paul (* 1993), österreichischer Ruderer
- Sieber, Rolf (1929–2020), deutscher Ökonom, DDR-Botschafter, Rektor der HfÖ
- Sieber, Rudolf (1897–1976), US-amerikanischer Filmproduzent
- Sieber, Siegfried (1885–1977), deutscher Oberstudiendirektor und Heimatforscher
- Sieber, Stephan (* 1962), Schweizer Musiker und Komponist
- Sieber, Stephan A. (* 1976), deutscher Chemiker und Hochschullehrer
- Sieber, Thomas (1968–2022), Maler und Zeichner
- Sieber, Tobias (* 1994), deutscher E-Sportler
- Sieber, Ulrich (* 1938), deutscher Bibliothekar
- Sieber, Ulrich (* 1950), deutscher Jurist und Hochschullehrer
- Sieber, Ursel (1957–2023), deutsche Journalistin und Buchautorin
- Sieber, Volker (* 1970), deutscher Chemiker und Hochschullehrer
- Sieber, Wolfgang (1934–2017), deutscher Wirtschaftsfunktionär in der DDR und Politiker (SED)
- Sieber, Wolfgang (* 1954), Schweizer Arrangeur, Komponist, Pianist, Organist und Kantor
- Sieber-Fuchs, Verena (* 1943), Schweizer Textilkünstlerin, Designerin und Grafikerin
- Sieber-Lehmann, Claudius (* 1956), Schweizer Historiker
- Sieber-Lonati, Rudolf (1924–1990), österreichischer Zeichner und Illustrator
- Sieberer, Bernhard (* 1963), österreichischer Chorleiter und Dirigent
- Sieberer, Hannes (* 1951), österreichischer US-Agent in der DDR
- Sieberer, Johann von (1830–1914), österreichischer Philanthrop und Versicherungsfachmann
- Sieberer, Martin (* 1968), österreichischer Koch
- Sieberg, August Heinrich (1875–1945), deutscher Geophysiker und Erdbebenforscher
- Sieberg, Marcel (* 1982), deutscher Radrennfahrer und Sportlicher Leiter
- Sieberichs, Bernd (* 1961), deutscher Schriftsteller
- Siebern, Hannah (* 1986), deutsche Autorin
- Siebern, Heinrich (1872–1938), deutscher Architekt, Denkmalpfleger, Hochschullehrer, Autor und Flurnamen-Sammler, hannoverscher Provinzialkonservator
- Siebers, Georg (1914–1993), deutscher Philosoph
- Siebers, Hendrik Cornelis (1890–1949), niederländischer Ornithologe
- Siebers, Stefan, deutscher Autor und Übersetzer und Herausgeber hebräischer Literatur
- Siebers, Stefanie (* 1970), deutsche Schauspielerin und Schauspiellehrerin
- Siebert, Andreas (* 1970), deutscher Politiker (SPD), Landrat
- Siebert, Anne Viola (* 1967), deutsche Klassische Archäologin
- Siebert, August (1805–1855), deutscher Mediziner
- Siebert, Babe (1904–1939), kanadischer Eishockeyspieler
- Siebert, Benno Alexandrowitsch von (1876–1926), russischer Diplomat und deutscher Spion
- Siebert, Bernd (1949–2023), deutscher Politiker (CDU), MdL, MdB
- Siebert, Bernd (* 1964), deutscher Mathematiker
- Siebert, Bob (* 1943), US-amerikanischer Komponist und Jazzmusiker
- Siebert, Britta (* 1975), deutsche Politikerin (CDU), MdL
- Siebert, Büdi (* 1953), deutscher Multiinstrumentalist, Musiker, Komponist und Produzent
- Siebert, Carl (1922–2012), deutscher Maler, Graveur, Skulpteur
- Siebert, Charles (1938–2022), US-amerikanischer Schauspieler und Regisseur
- Siebert, Christoph (* 1965), deutscher Chorleiter und Hochschullehrer
- Siebert, Clara (1873–1963), deutsche Politikerin (Zentrum), MdR
- Siebert, Craig (1951–1991), US-amerikanischer Automobilrennfahrer und Rennstallbesitzer
- Siebert, Daniel (* 1984), deutscher FußballschiedsrichterDaniel Siebert (* 1984)

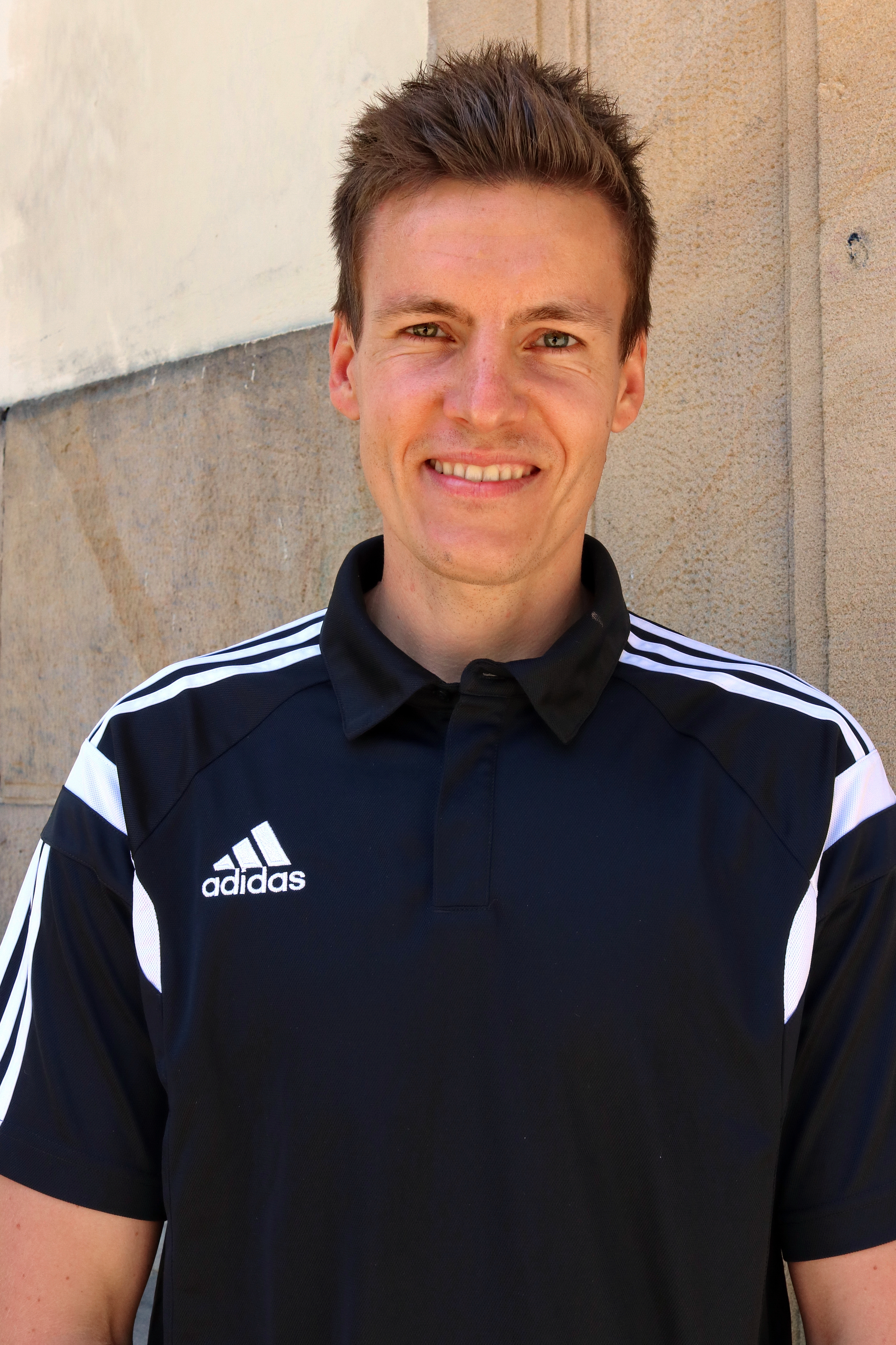
Daniel Siebert (* 1984)

- Siebert, Dorothea (1921–2013), deutsche Sopranistin
- Siebert, Eberhard (* 1937), deutscher Bibliothekar und Heinrich-von-Kleist-Forscher
- Siebert, Eduard (1832–1895), nassauischer Politiker
- Siebert, Elvira (* 1970), deutsche Fernsehmoderatorin
- Siebert, Emil (1835–1890), deutscher Theaterschauspieler, Opernsänger (Tenor) und Komponist
- Siebert, Erich (1910–1947), deutscher Ringer
- Siebert, Ferdinand (1904–1985), deutscher Historiker
- Siebert, Ferdinand (1912–2000), deutscher Kommunalpolitiker (CSU)
- Siebert, Ferdinand Jakob (* 1791), deutscher Theologe, Germanist, Volkskundler und Märchensammler
- Siebert, Friedrich (1829–1882), deutscher Arzt und Psychiater
- Siebert, Friedrich (1831–1918), deutscher Apotheker, Kommunalpolitiker
- Siebert, Friedrich (1888–1950), deutscher General der Infanterie im Zweiten Weltkrieg
- Siebert, Friedrich (1903–1966), deutscher Jurist, SS-Führer und bayerischer Politiker (NSDAP)
- Siebert, Friedrich (1906–1987), deutscher Dirigent und Komponist
- Siebert, Georg (1896–1984), deutscher Maler und Vertreter des deutschen Realismus
- Siebert, Georg (* 1983), deutscher Komponist und Musiker
- Siebert, Georg Christoph Friedrich (1804–1891), deutscher Politiker Freie Stadt Frankfurt
- Siebert, Gloria (* 1964), deutsche Leichtathletin
- Siebert, Günter (1915–1980), deutscher Regisseur
- Siebert, Günter (1930–2017), deutscher Fußballspieler und Sportfunktionär
- Siebert, Günter (* 1931), deutscher Gewichtheber
- Siebert, Günter (* 1942), deutscher Karambolagespieler
- Siebert, Günther (1920–1991), deutscher Mediziner und Physiologe, Hochschullehrer und ehemaliger Rektor der Universität Hohenheim
- Siebert, Hans (1910–1979), deutscher Pädagoge und kommunistischer Widerstandskämpfer
- Siebert, Hans-Dietrich (1898–1953), deutscher Archivar
- Siebert, Heinz (* 1921), deutscher Politiker (DBD), MdV
- Siebert, Helmut (* 1942), deutscher Fußballspieler und -trainer
- Siebert, Holger (* 1958), deutscher Jurist und Fachbuchautor
- Siebert, Horst (1938–2009), deutscher Ökonom und Hochschullehrer
- Siebert, Horst (1939–2022), deutscher Pädagoge
- Siebert, Irmgard (* 1955), deutsche Bibliothekarin
- Siebert, Isabel (* 1977), deutsche Politikerin (FDP), MdL
- Siebert, Jakob (1801–1884), Mitglied des Nassauischen Landtags
- Siebert, Jamil (* 2002), deutscher FußballspielerJamil Siebert (* 2002)

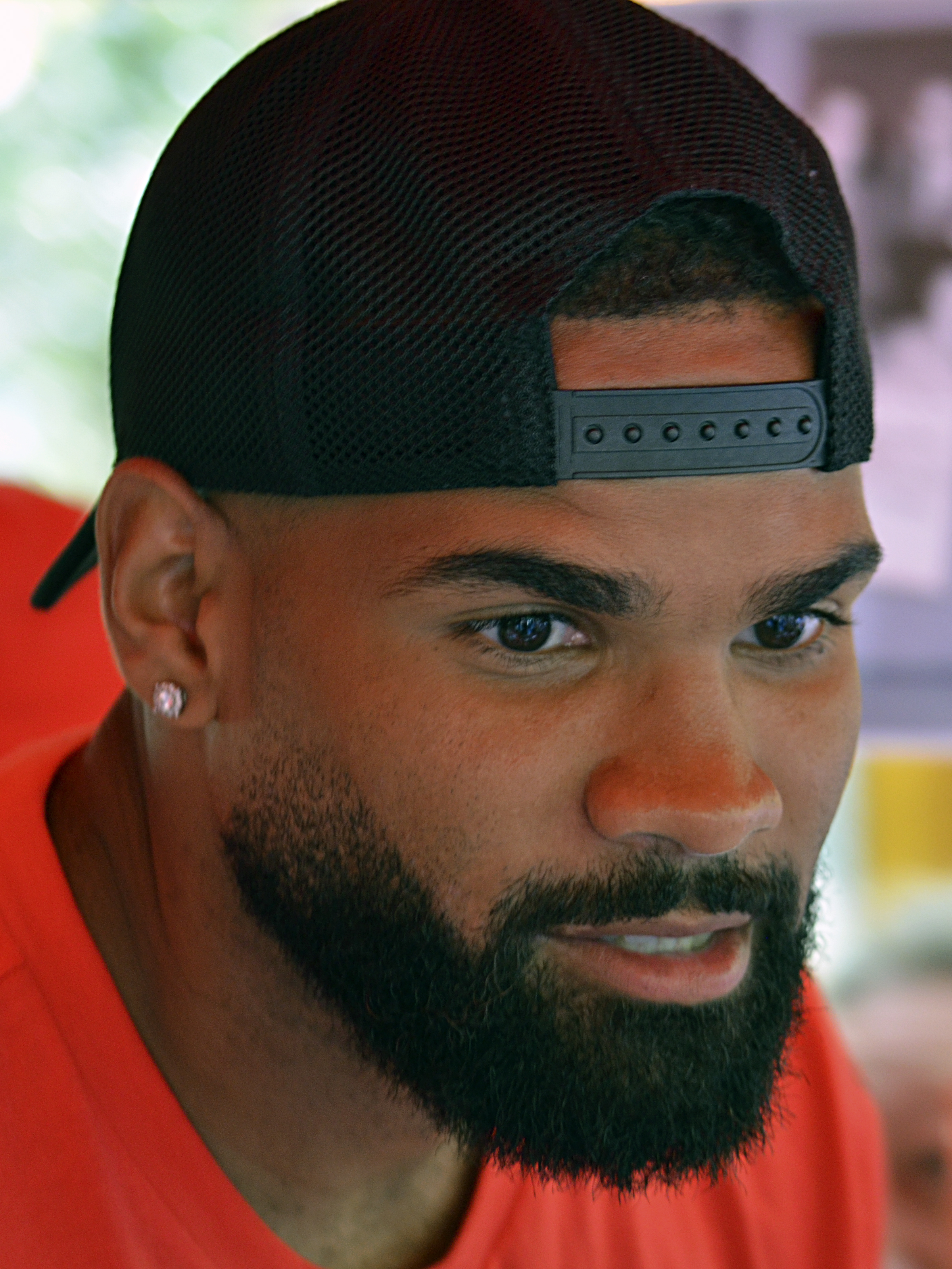
Jamil Siebert (* 2002)

- Siebert, Jan E. (* 1985), deutsch-estnischer Fotograf
- Siebert, Jerry (1938–2022), US-amerikanischer Mittelstreckenläufer
- Siebert, Jörg (* 1944), deutscher Ruderer
- Siebert, Joseph (1804–1878), deutscher Kaufmann und nassauischer Abgeordneter
- Siebert, Judith (* 1977), deutsche Volleyball-Nationalspielerin
- Siebert, Karl (1896–1973), deutscher Gewerkschafter
- Siebert, Karl Friedrich (1865–1935), deutscher Jurist und Mitglied des Provinziallandtages der Provinz Hessen-Nassau
- Siebert, Klaus (1955–2016), deutscher Biathlet
- Siebert, Kurt (1906–1995), deutscher Pflanzenbauwissenschaftler
- Siebert, Ludwig (1874–1942), deutscher Politiker (NSDAP), MdL, MdR, Bayerischer Ministerpräsident (1933–1942)Ludwig Siebert (1874–1942)

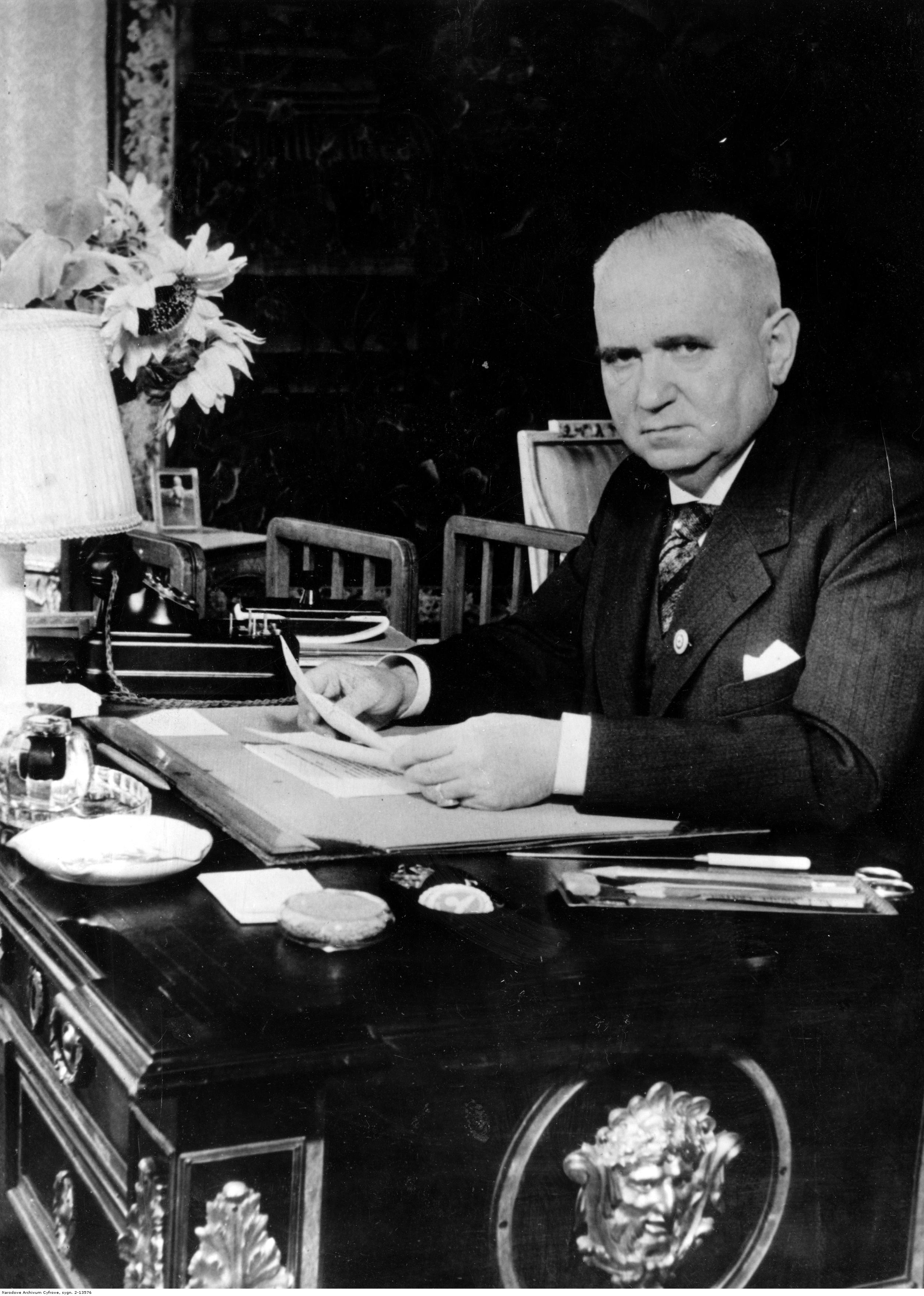
Ludwig Siebert (1874–1942)

- Siebert, Marcos (* 1996), argentinischer Automobilrennfahrer
- Siebert, Margrit (* 1944), deutsche Tischtennisspielerin
- Siebert, Martin (* 1960), deutscher Arzt, Rechtsanwalt und Manager
- Siebert, Mateusz (* 1989), polnischer Fußballspieler
- Siebert, Max von (1829–1901), deutscher Architekt, bayerischer Baubeamter
- Siebert, Michael, deutscher Politiker (Bündnis 90/Die Grünen)
- Siebert, Muriel F. (1928–2013), US-amerikanische Geschäftsfrau, erstes weibliches Mitglied der New York Stock Exchange
- Siebert, Oskar (1923–2009), deutscher Musiker und Komponist
- Siebert, Otto (1869–1963), deutscher evangelischer Theologe und Philosoph
- Siebert, Paula (* 2008), deutsche Schauspielerin
- Siebert, Priscilla Ann (1917–2020), britische Malerin und Grafikerin in Deutschland
- Siebert, Rainer (* 1952), deutscher Politiker (LDPD, FDP), MdL
- Siebert, Reinhold (* 1940), deutscher Konteradmiral der Deutschen Marine
- Siebert, Rüdiger (1944–2009), deutscher Journalist und Reiseschriftsteller
- Siebert, Sascha (* 1977), deutscher Fußballspieler
- Siebert, Sina (* 2005), deutsche Volleyballspielerin
- Siebert, Stefan, deutscher Footballspieler
- Siebert, Stefan (* 2000), deutscher Schauspieler und Zauberkünstler
- Siebert, Steffen (* 1974), deutscher Skispringer
- Siebert, Theodor (1866–1961), deutscher Kraftsportler, Lebensreformer und Pionier des Bodybuildings
- Siebert, Tobias (* 1963), deutscher Drehbuchautor
- Siebert, Tobias (* 1976), deutscher Sänger und Gitarrist
- Siebert, Tobias N. (* 1972), deutscher Filmproduzent
- Siebert, Uschi (* 1938), deutsche Schauspielerin und Moderatorin
- Siebert, Walter (* 1946), deutscher Politiker (CDU), MdL
- Siebert, Wilhelm Dieter (1931–2011), deutscher Komponist
- Siebert, Wolfgang (1905–1959), deutscher Jurist, Professor für Rechtswissenschaften und Mitglied der Kieler Schule
- Sieberth, Barbara (* 1978), österreichische Politikerin (GRÜNE), Salzburger Landtagsabgeordnete
- Sieberth, Gunter (* 1965), deutscher Oboist
- Siebertz, Hartmut (1951–2020), deutscher Militärarzt
- Siebertz, Paul (1877–1954), deutscher Autor und Verlagsdirektor
- Siebertz, Paul (1915–1997), deutscher Landschaftsmaler
- Siebertz, Paul (* 1948), österreichischer Rechtsanwalt

### Siebh
- Siebholz, Gerhard (1932–2003), deutscher Schlager- und Musical-Komponist

### Siebi
- Siebig, Karl (* 1947), deutscher Filmregisseur und Drehbuchautor
- Siebigk, Ferdinand (1823–1886), herzoglich anhaltinischer Verwaltungsbeamter und Archivar
- Siebigs, Hans-Karl (1930–2018), deutscher Architekt und Aachener Dombaumeister

### Siebk
- Siebke, Hans (1922–2009), deutscher Bauingenieur und Experte für Eisenbahnbrücken
- Siebke, Hans-Christian (1940–2023), deutscher Politiker (CDU), MdL
- Siebke, Harald (1899–1965), deutscher Gynäkologe und Hochschullehrer
- Siebke, Ingrid (* 1948), deutsche Politikerin (SPD), MdL
- Siebke, Jürgen (1936–2017), deutscher Wirtschaftswissenschaftler
- Siebke, Peter (* 1943), deutscher Fußballspieler
- Siebke, Richard (1891–1978), deutscher Kriminaldirektor
- Siebke, Signe Munch (1884–1945), norwegische MalerinSigne Munch Siebke (1884–1945)

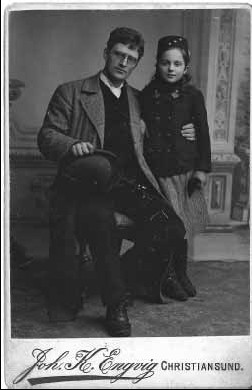
Signe Munch Siebke (1884–1945)

- Siebke, Sönke (* 1964), deutscher Politiker (CDU)
- Siebken, Bernhard (1910–1949), deutscher Offizier, zuletzt SS-Obersturmbannführer im Zweiten Weltkrieg

### Siebl
- Siebler, Engelbert (1937–2018), deutscher Geistlicher, Weihbischof im Erzbistum München und Freising
- Siebler, Michael (* 1956), deutscher Wissenschaftsjournalist und Klassischer Archäologe
- Siebler, Werner (* 1955), deutscher Gewerkschafter, Postbote und Opfer des Radikalenerlasses
- Sieblist, Konrad (1880–1969), deutscher Jurist und Lokalpolitiker

### Siebm
- Siebmacher, Johann (1561–1612), deutscher Radierer und Kupferstecher

### Siebn
- Siebner, Johannes (1961–2020), deutscher Jesuit, Direktor des Kolleg St. Blasien, Provinzial der deutschen Jesuitenprovinz

### Siebo
- Siebold, Adam Elias von (1775–1828), deutscher Gynäkologe
- Siebold, Alexander von (1846–1911), deutscher Übersetzer und Dolmetscher
- Siebold, András (* 1976), deutsch-schweizerischer Dramaturg und Kurator
- Siebold, Carl (1824–1907), deutscher Geheimer Finanzrat und Finanzberater
- Siebold, Carl Caspar von (1736–1807), deutscher Arzt
- Siebold, Carl Theodor von (1804–1885), deutscher Arzt und Zoologe
- Siebold, Christian Heinrich (1806–1876), deutscher Hofgärtner
- Siebold, Eduard Caspar von (1801–1861), deutscher Gynäkologe
- Siebold, Heinrich von (1852–1908), österreichischer Japanologe
- Siebold, Hermann (1873–1951), deutscher Politiker (SPD), MdR
- Siebold, Johann (1636–1706), deutscher Mediziner und sächsisch-anhaltinischer Leibarzt
- Siebold, Johann Bartholomäus von (1774–1814), deutscher Chirurg sowie Professor für Anatomie, Chirurgie und Physiologie an der Universität Würzburg
- Siebold, Josepha von (1771–1849), deutsche Geburtshelferin und erste deutsche Ehrendoktorin
- Siebold, Karl (1854–1937), deutscher Architekt und Kirchenbaumeister
- Siebold, Kathrin (* 1971), deutsche Germanistin
- Siebold, Klaus (1930–1995), deutscher SED-Funktionär, Minister für Kohle und Energie der DDR
- Siebold, Maike (* 1965), deutsche Kinderbuchautorin
- Siebold, Peter (1925–2012), Schweizer Bildhauer, Metallplastiker und Mosaizist
- Siebold, Peter (* 1971), US-amerikanischer Testpilot, Mitglied des Pilotenteams von SpaceShipOne
- Siebold, Philipp Franz von (1796–1866), bayerischer Arzt, Japan- und Naturforscher, Ethnologe und PflanzensammlerPhilipp Franz von Siebold (1796–1866)

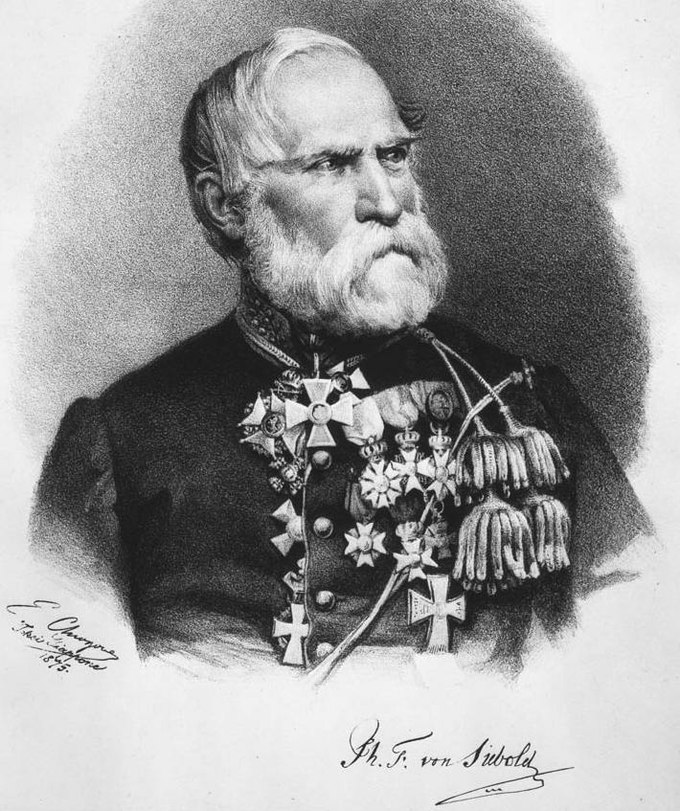
Philipp Franz von Siebold (1796–1866)

- Siebold, Rudolf von (1813–1873), deutscher Bezirksarzt
- Siebold, Willy (1880–1944), deutscher Schaustellen- und Völkerschaubetreiber
- Siebolds, Marcus (* 1957), deutscher Mediziner
- Siebourg, Max (1863–1936), deutscher Klassischer Philologe und Pädagoge

### Siebr
- Siebrasse, Christoph (* 1944), deutscher kunsthandwerklicher Möbelhersteller
- Siebrecht, Adolf (1937–2019), deutscher Prähistoriker und Museologe
- Siebrecht, Antje (1958–2013), deutsche bildende Künstlerin
- Siebrecht, Christian (* 1968), deutscher internationaler Schiedsrichter im Feldhockey
- Siebrecht, Karl (1875–1952), deutscher Architekt
- Siebrecht, Lutz (* 1967), deutscher Fußballspieler
- Siebrecht, Sebastian (* 1973), deutscher Schachspieler und -veranstalter
- Siebrecht, Valentin (1907–1996), deutscher Volkswirt
- Siebring, Anniek (* 1997), niederländische Volleyballspielerin

### Siebs
- Siebs, Benno Eide (1891–1977), deutscher Jurist, Beamter und Heimatschriftsteller
- Siebs, Theodor (1862–1941), deutscher Germanist

### Siebu
- Sieburg, Erich (1878–1947), deutscher Schriftsteller
- Sieburg, Ernst (1885–1937), deutscher Pharmakologe
- Sieburg, Friedrich (1893–1964), deutscher Literaturkritiker, Journalist und Schriftsteller
- Sieburg, Heinz-Otto (1917–2003), deutscher Neuzeithistoriker und Autor
- Sieburg, Jost († 1686), deutscher Orgelbauer
- Sieburg, Marlies (* 1959), deutsche Kommunalpolitikerin (SPD) und Bürgermeisterin
- Sieburg, Richard (* 1965), deutscher Fußballspieler
- Sieburger, Bernhard (1825–1909), deutsch-böhmischer Porträt- und Historienmaler
- Sieburger, Enrique junior (1924–1990), argentinischer Segler
- Sieburger, Enrique senior (1897–1965), argentinischer Segler
- Sieburger, Julio (* 1892), argentinischer Segler
- Sieburger, Lisa (* 1991), deutsche Triathletin